# 粉绿垂果南芥
粉绿垂果南芥（学名：Arabis pendula var. hypoglauca）为十字花科南芥属下的一个变种。

## 扩展阅读
- 維基物種上的相關：粉绿垂果南芥